# Tschornobyl
Tschornobyl (ukrainisch Чорнобиль [tʃɔrˈnɔbɪʎ], bekannter als Tschernobyl, Transkription von russisch Черно́быль [tɕɪrˈnɔbɨʎ]) ist eine Stadt im Norden der Ukraine in der Oblast Kiew.

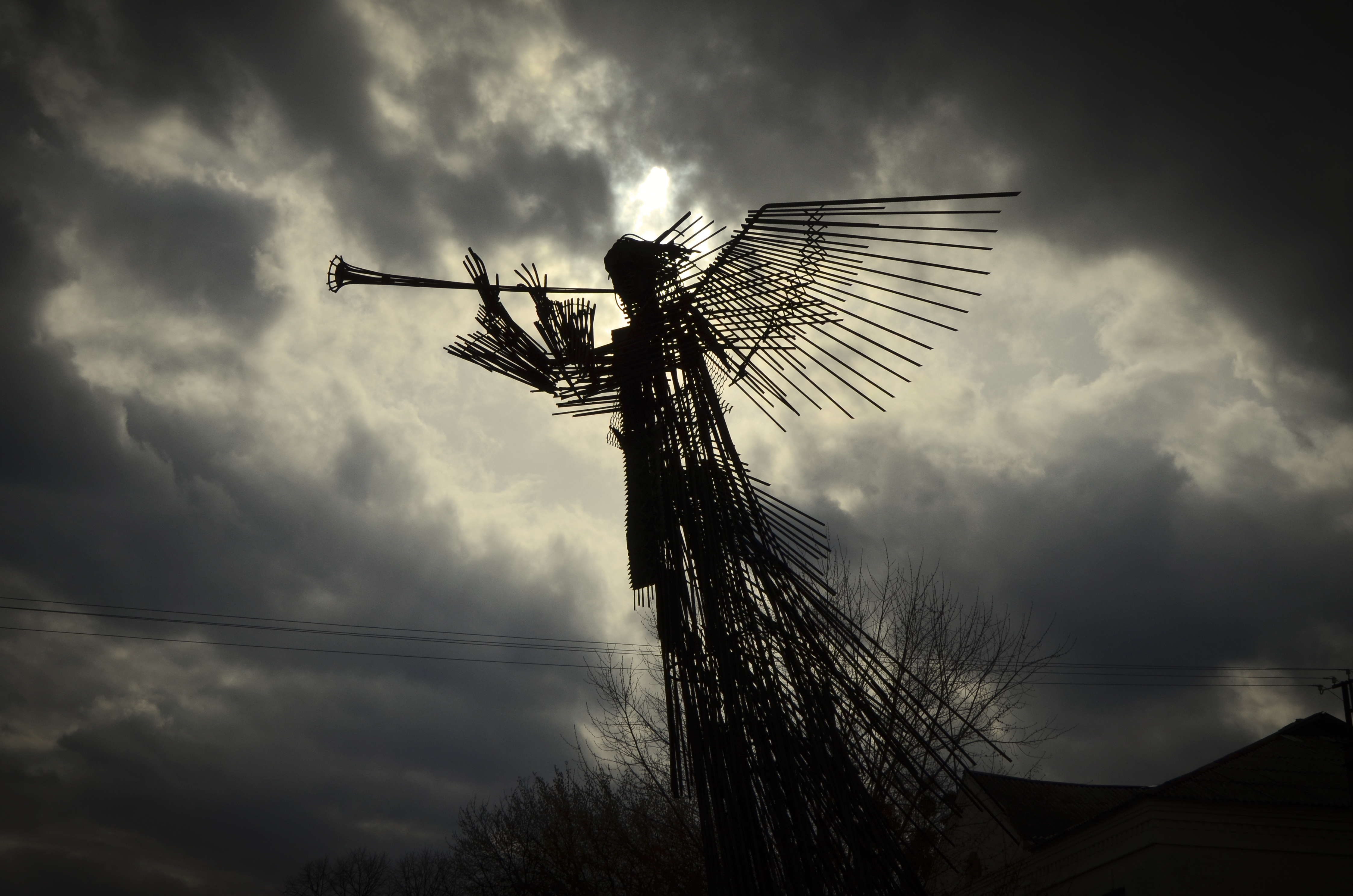
Trompetender Engel, Gedächtnisstätte auf dem Friedhof der Liquidatoren in Tschornobyl

Die Stadt wurde ab dem 2. Mai 1986, eine Woche nach dem Nuklearunfall im 18 Kilometer entfernten Kernkraftwerk Tschernobyl, der als Nuklearkatastrophe von Tschernobyl bekannt wurde, aufgrund radioaktiver Kontamination evakuiert.
Tschornobyl liegt seitdem innerhalb der 30-km-Sperrzone, jedoch außerhalb der inneren 10-km-Sperrzone, sodass später viele Gebäude in der Stadt renoviert wurden, um als Unterkünfte für die Arbeiter und Ingenieure des ehemaligen Kraftwerkparks Prypjat, Soldaten, Polizisten und Feuerwehrleute zu dienen. In der Stadt, die sich, im Gegensatz zum benachbarten Prypjat, in einem guten Zustand befindet, gibt es auch ein Hotel. Im Umland und im Stadtgebiet von Tschornobyl, das für eine dauerhafte Besiedlung nicht freigegeben ist, leben heute illegal, jedoch von den Behörden toleriert, rund 700 (von einst 14.000) Personen (Stand 2017), die entweder nach der Katastrophe die Region nicht verließen oder später in ihre Dörfer zurückkehrten.
Die Umweltorganisation Blacksmith Institute zählte in ihrer 2006, 2007 und 2013 veröffentlichten Liste Tschornobyl jeweils zu den zehn Orten mit der größten Umweltverschmutzung weltweit.
Der Name Tschornobyl oder Tschornobylnyk (Чорнобиль, Чорнобильник) ist eine ukrainische Bezeichnung der Pflanzenart Beifuß (Artemisia vulgaris).

## Geographische Lage
Tschornobyl befindet sich im Rajon Wyschhorod in der Landschaft Polesien, 15 Kilometer südwestlich der belarussischen Grenze und 130 km nördlich vom Oblastzentrum Kiew. Die Stadt liegt auf einer Höhe von 140 m am rechten Ufer des Prypjat, einem Nebenfluss des Dnepr. Wenig südlich der Stadt mündet der Usch in den Prypjat. Von Iwankiw kommend führt die Regionalstraße P–56/ Territorialstraße T–25–05 über den Sperrzonen-Kontrollpunkt bei Dytjatky nach Tschornobyl und von hier aus in Richtung Osten auf einer kurzen Strecke als P-35 durch Belarus, um nach Überquerung des Dneprs wieder als P–56 nach Tschernihiw zu führen.

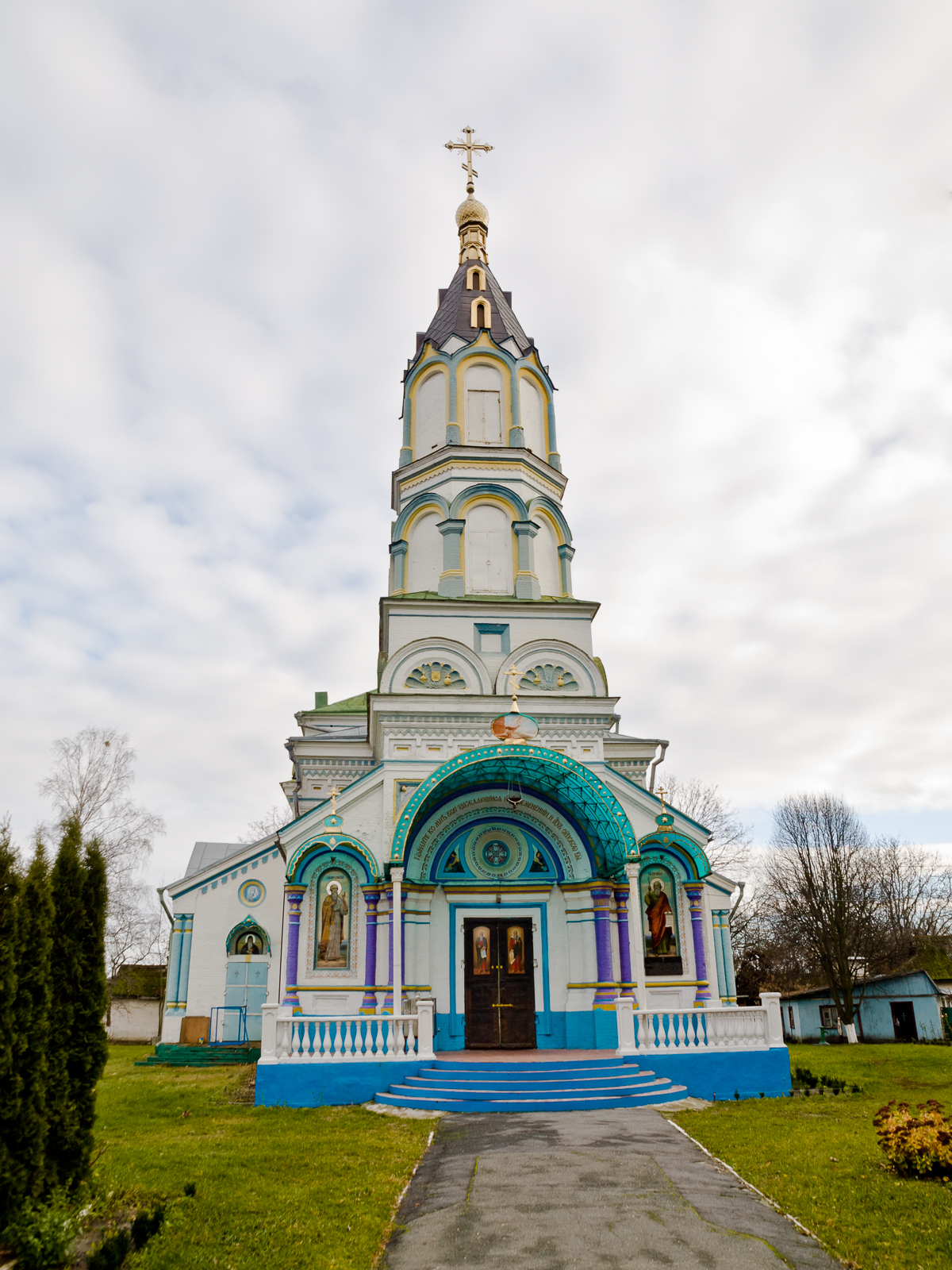
Sankt-Elias-Kirche 2013

## Geschichte
Das Geographische Lexikon des Königreiches Polen von 1880 besagt, dass der Zeitpunkt der Gründung der Stadt nicht bekannt ist.
Grabungen im Stadtgebiet in den Jahren 2005 bis 2008 brachten eine Kulturschicht aus dem späten 10. und frühen 11. Jahrhundert hervor.
In der Laurentianchronik (Лаврентьевский список) wurde 1127 die Ortschaft Streschiw (Стрежів) als die südlichste Stadt des Fürstentums Polozk erwähnt, von der Historiker glauben, dass sie später in Tschornobyl umbenannt wurde. Die erste schriftliche Erwähnung Tschornobyls im Jahr 1193 stammt aus der Hypatiuschronik.
Die im Fürstentum Kiew gelegene Ortschaft wurde 1362 vom Großfürstentum Litauen erobert. 1552 besaß die Siedlung 196 Häuser und 1372 Einwohner. Es entwickelten sich Handwerksbetriebe wie Schmieden und Böttcherbetriebe. Nahe Tschornobyl wurde Sumpferz gewonnen, das zu Eisen verhüttet wurde. Nach der Lubliner Union von 1569 zwischen Litauen und dem Königreich Polen fiel Tschornobyl unter die polnische Krone. In den Jahren 1747 und 1751 wurde die Stadt von den Hajdamaken erobert. Zur Verteidigung gegen die Hajdamaken errichtete der damalige Besitzer der Stadt Jan Mikołaj Chodkiewicz eine Burg mit einer Besatzung von 700 Soldaten und 12 Kanonen. Nach der zweiten polnischen Teilung 1793 wurde Tschornobyl zusammen mit der rechtsufrigen Ukraine dem Russischen Kaiserreich einverleibt und lag dort im Ujesd Radomyschl des Gouvernements Kiew. In der zweiten Hälfte des 18. Jahrhunderts wuchs Handwerk und Handel in Tschornobyl rasch an. Es gab Werkstätten von Schneidern, Schuhmachern und Kürschnern. In der Stadt wurden große Messen veranstaltet und Handelsware wie Holz und Teer unter anderem nach Kiew und Krementschuk exportiert. In der ersten Hälfte des 19. Jahrhunderts entstanden kleine Unternehmen, darunter eine Leder- und zwei Kerzenfabriken.
Nach dem Ende des Russischen Bürgerkrieges, während dessen Tschornobyl sehr stark zerstört wurde, gehörte die Ortschaft zur Ukrainischen SSR innerhalb der Sowjetunion. Tschornobyl war seit 1923 Hauptort des gleichnamigen Rajons mit einer Fläche von etwa 2.000 km² und 44.000 Einwohnern (1984). 1941 wurde ihr der Status einer Stadt zuerkannt. Während des Deutsch-Sowjetischen Kriegs war die Stadt zwischen dem 25. August 1941 und dem 16. November 1943 von Truppen der Wehrmacht besetzt. Nach dem Krieg wuchs sie bis 1979 auf 12.458 Einwohner an.
Im nahe gelegenen Kernkraftwerk ereignete sich am 26. April 1986 die schwerste nukleare Havarie in der Geschichte der Nutzung der Kernenergie, was zur Evakuierung der gesamten Bevölkerung der Stadt und des zugehörigen Rajons führte. Letzterer wurde Ende 1988 aufgelöst und dem Rajon Iwankiw zugeschlagen. Seit dem Zerfall der Sowjetunion 1991 gehört Tschornobyl zur unabhängigen Ukraine.
Im Jahr 2020 kam es in den verstrahlten Wäldern rund um Tschornobyl, die nach 1986 sich selbst überlassen wurden, zu umfassenden Waldbränden.
Anfang 2022 übte die ukrainische Armee in der Stadt Prypjat nahe Tschornobyl vor dem Hintergrund des Russland-Ukraine-Krieges den Häuserkampf. Es war das erste größere Manöver dort seit der Reaktorkatastrophe.
Nach dem russischen Überfall auf die Ukraine am 24. Februar 2022 nahmen russische Truppen am Nachmittag desselben Tages das AKW Tschernobyl und das umliegende Sperrgebiet ein. Ab dem 31. März zogen sich die russischen Truppen aus dem Gebiet zurück.

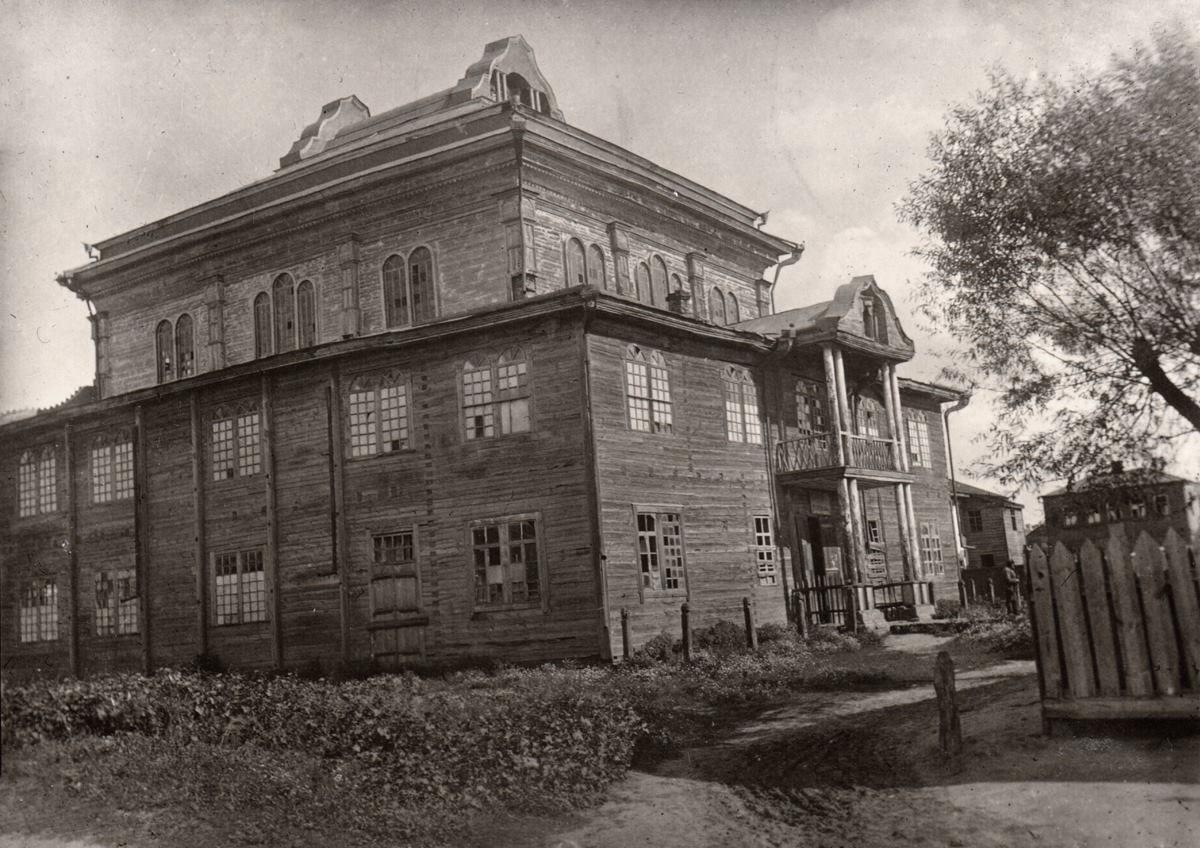
Holzsynagoge in Tschornobyl 1928

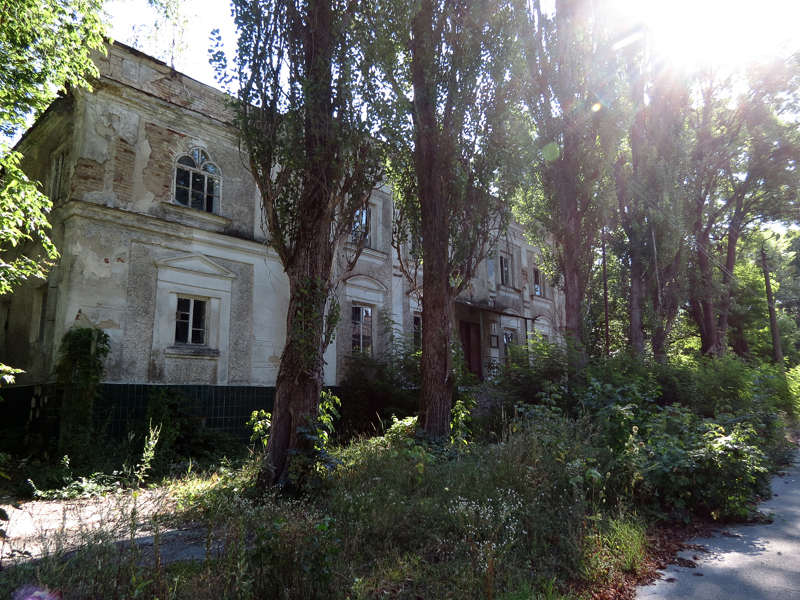
Synagoge 2013

## Bevölkerung

### Judentum in Tschornobyl
Ab dem Ende des 17. Jahrhunderts lebten Juden in Tschornobyl, die bis zum 19. Jahrhundert zur größten ethnischen Gruppe der Stadt (1897 betrug der Anteil der jüdischen Bürger 60 % der Bevölkerung) anwuchsen. Aufgrund der Pogrome von 1905 und 1919 und der Migration sank der Anteil der jüdischen Bevölkerung bis 1926 auf 40 %. Vom späten 18. Jahrhundert bis 1919 war Tschornobyl der Sitz der von Rabbi Nachum von Tschornobyl (1730–1787) begründeten chassidischen Twersky-Dynastie und ein Zentrum des Chassidismus. Die Gemeinde wurde 1941 von den deutschen Besatzern zerstört.

### Bevölkerungsentwicklung
Quellen: 1552, 1790er, 1900; 1880; 1897 1923–1979;

## Wirtschaft und Industrie
In Tschornobyl befanden sich das gewerblich-technische Zentrum der Dnipro-Dampfschifffahrt, eine Eisenhütte, Lebensmittelindustrie und Kunstgewerbe sowie ein Baustoffkombinat.
In der Nähe der Stadt entstand am Prypjatufer seit 1971 das erste Kernkraftwerk der Ukraine. Der erste Block wurde 1977 mit einer Leistung von 1.000 Megawatt in Betrieb genommen; im Jahr 1983 arbeiteten vier Blöcke. Das gesamte Kraftwerk erzeugte zu dieser Zeit 4000 Megawatt und war für den Ausbau bis zu 6000 Megawatt geplant. Auch nach dem Super-GAU (INES: 7) von 1986 arbeiteten die verbleibenden drei Reaktoren bis zur Abschaltung des letzten Blocks im Jahre 2000 weiter.
Zeitweise war die Stadt eine Attraktion für den Katastrophentourismus in der Ukraine.

## Bildung, Soziales und Kultureinrichtungen
Tschornobyl beherbergte vier allgemeinbildende Mittelschulen, eine medizinische sowie eine landwirtschaftstechnische Fachschule und eine Musikschule. Ein Krankenhaus und eine Poliklinik sowie ein Kino, ein Schwimmbad und eine Bibliothek waren ebenfalls vorhanden.

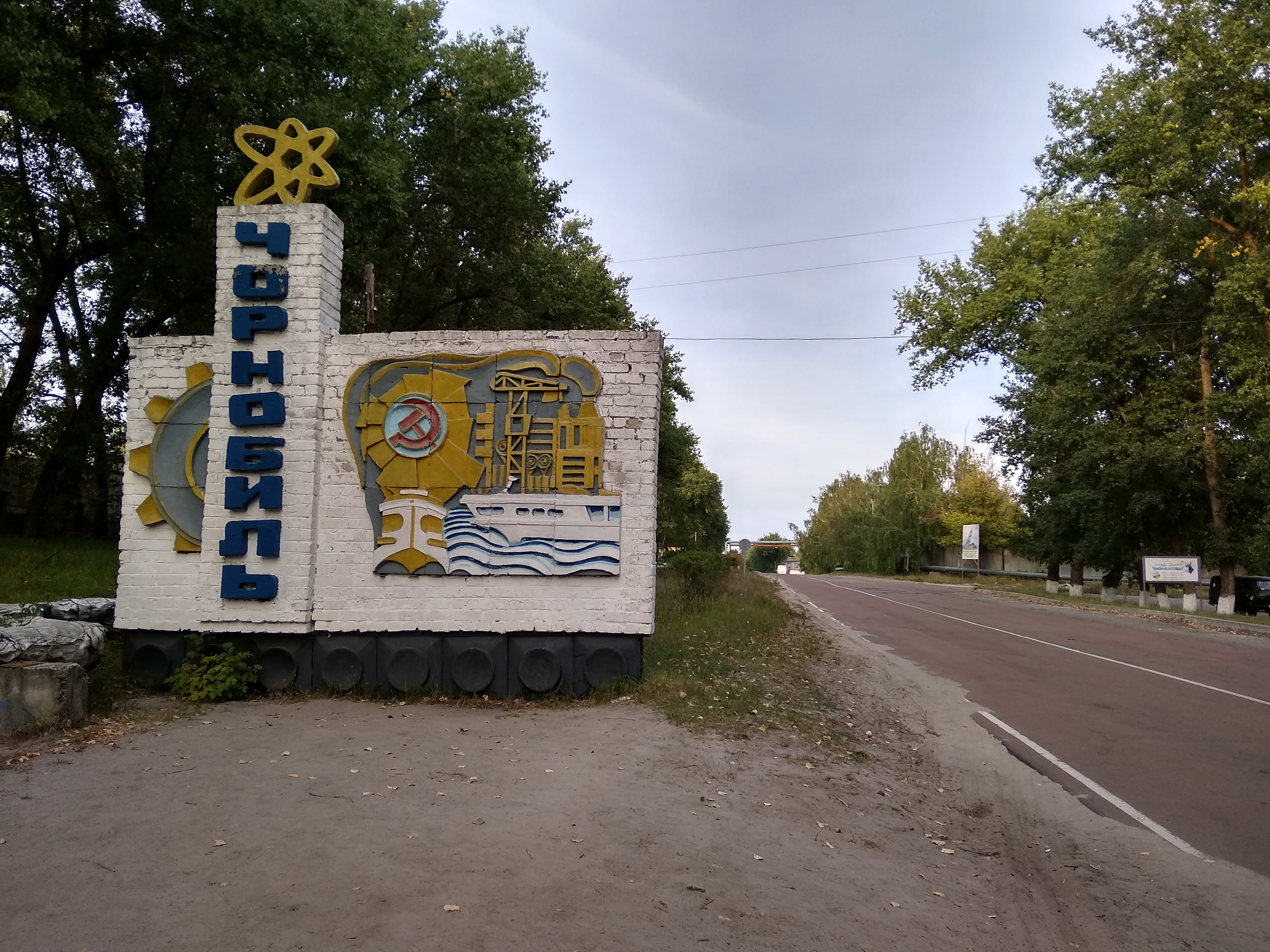
Ortseingang von Tschornobyl
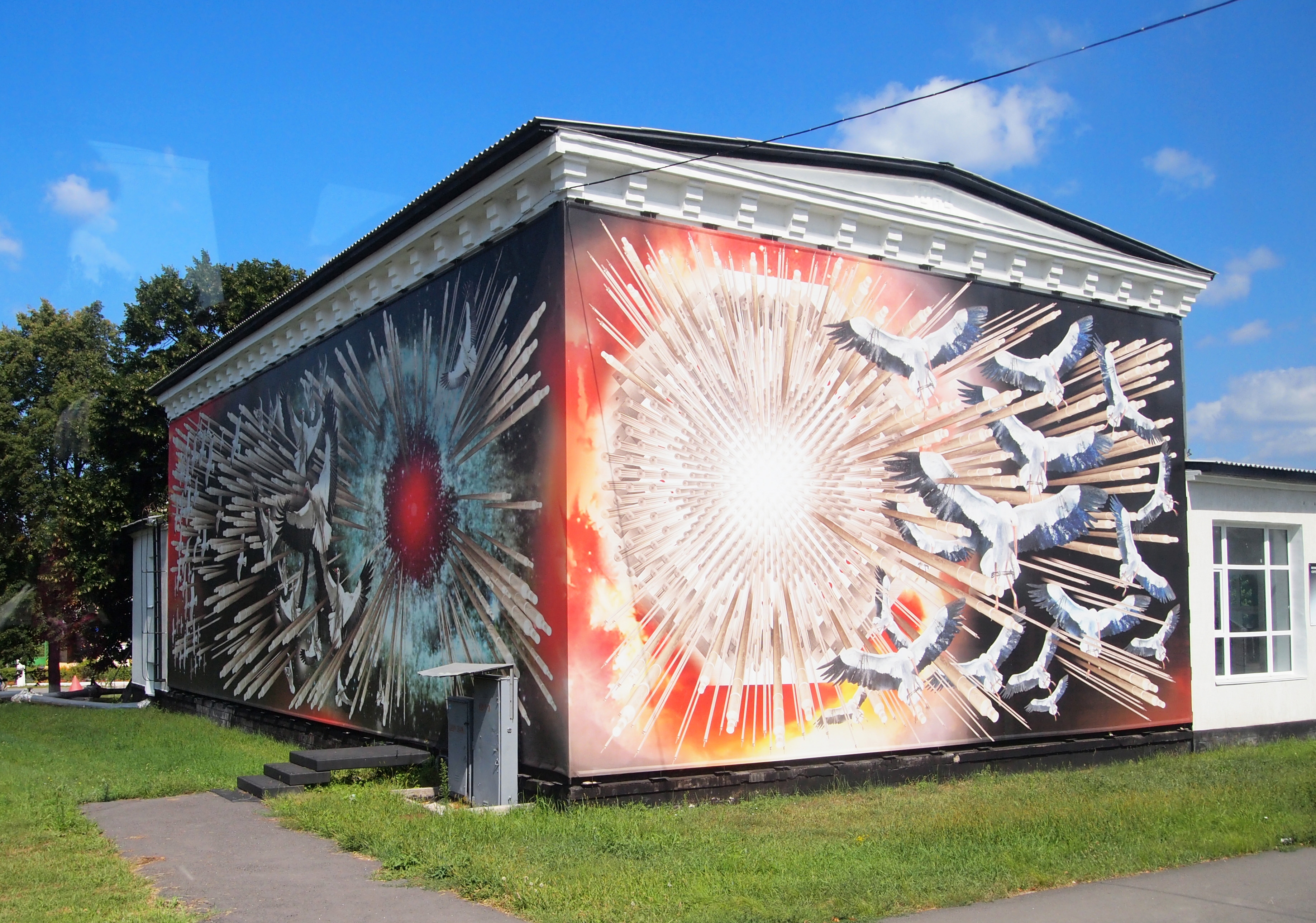
Museum der Gedenkstätte „Зірка полин“ (Sirka polyn) 2013
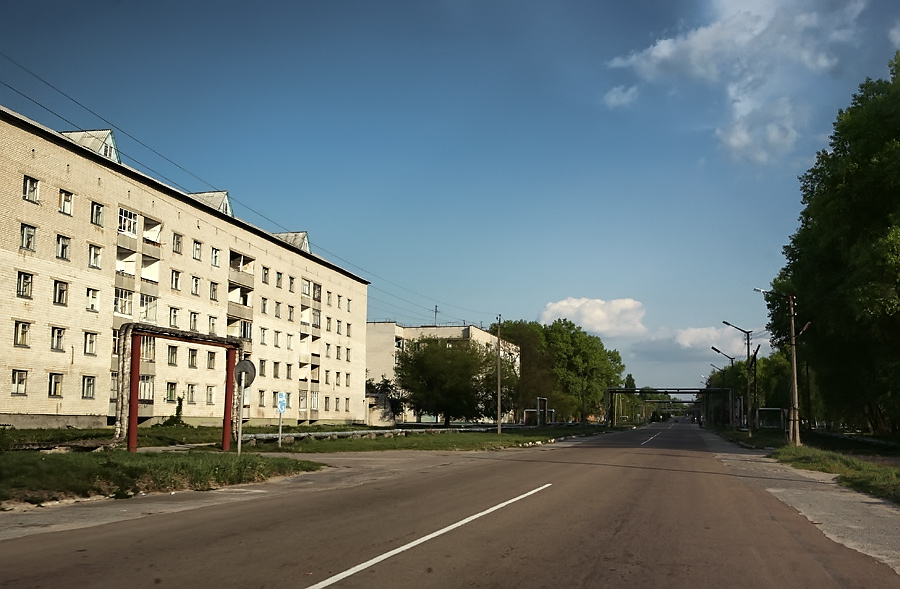
Kirowstraße 2009
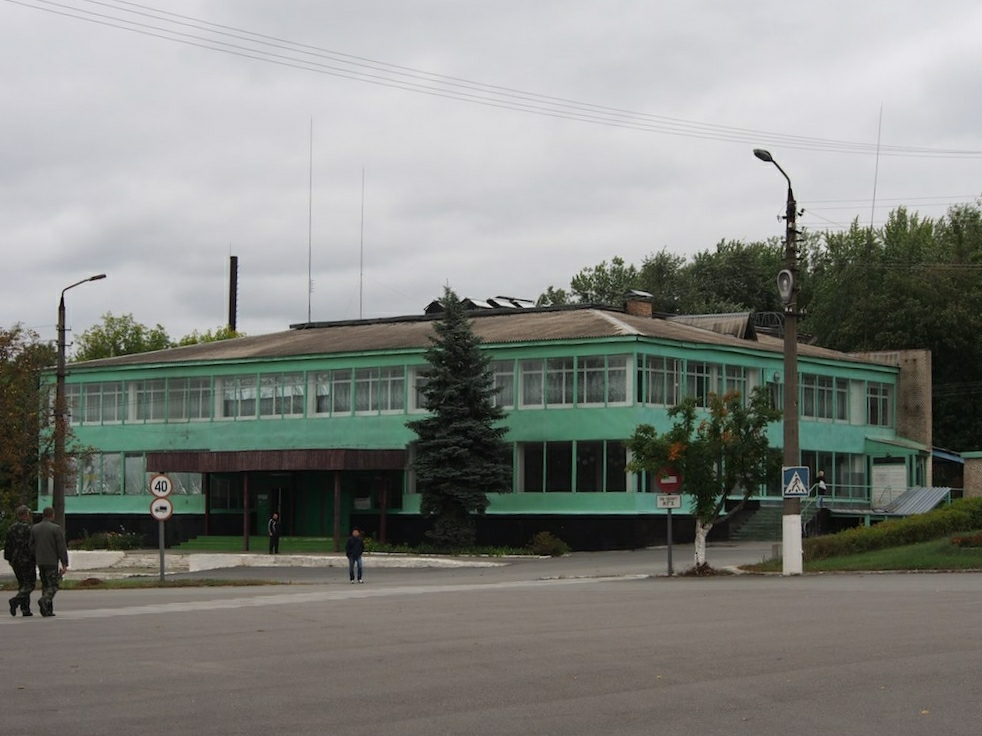
Verwaltungsgebäude und Arbeiterkantine im Stadtzentrum 2013
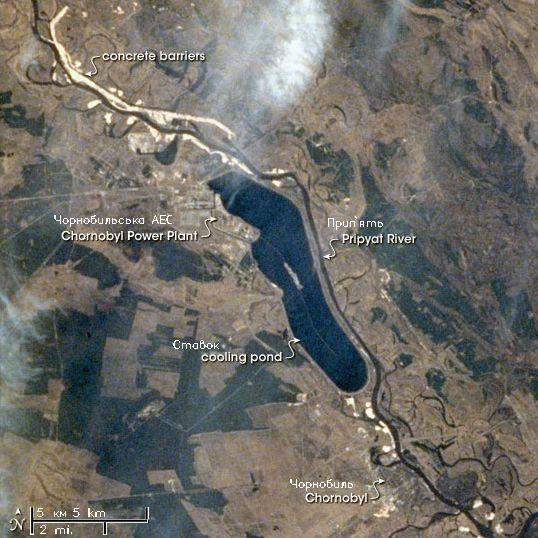
Gebiet um Tschornobyl. Aufgenommen 1997 von der russischen Raumstation Mir

## Persönlichkeiten

### Söhne und Töchter der Stadt
- Rozalia Lubomirska (1768–1794), Fürstin des Hauses Lubomirski und Opfer der Französischen Revolution
- Aleksander Franciszek Chodkiewicz (1776–1838), polnisch-litauischer General, Politiker, Forscher und Dichter
- Ilja Alexandrowitsch Saz (1875–1912), russischer Komponist
- Arnold Borissowitsch Lachowski (1880–1937), russischer Kunstmaler
- Michail Michailow (1888–1923), russisch-jüdischer Geiger und Kapellmeister
- Nikolai Alexejewitsch Jefimow (1897–1937), Offizier der Roten Armee und KomKor
- Grigori Irmowitsch Nowak (1919–1980), Gewichtheber

### Personen, die vor Ort gewirkt haben
- Nachum von Tschornobyl (1730–1787), chassidischer Rabbiner und der Begründer der Twersky-Dynastie